# Кварцкератофир
Кварцкератофир је кисела магматска стена, субмарински изливни еквивалент гранита. Настаје кристализацијом киселе лаве на морском дну.
За кварцкератофир карактеристична је нискотемпературна асоцијација минерала. Изграђују га:
- кварц,
- плагиоклас: албит,
- реликти бојених минерала (лискуна, амфибола).

Структура кварцкератофира је порфирска, док је његова текстура масивна.